# Laura Flores
Laura Aurora Flores Heras (23. kolovoza, 1963. – Tamaulipas, Meksiko) meksička je glumica i pjevačica.

## Filmografija
- U ime ljubavi kao Camila Ríos (2008. – 2009.)
- Secretos (2008.)
- Glupače ne idu na nebo  kao Luciana Arango (2008.)
- Al diablo con los guapos kao Luciana Arango de Belmonte (2007. – 2008.)
- Opijeni ljubavlju kao Priscilla (2007.)
- Mundo de fieras kao Regina Cervantes Bravo (2006.)
- Bajo el mismo techo (2005.)
- kao Lucía Villarreal de Mendoza (2004.)
- Cómplices al rescate kao Rocío Cantú (2002.)
- Siempre te amaré kao Victoria Castellanos / Amparo Rivas (2000.)
- Hoy (2000. – 2008.)
- Carita de angel kao Laura (2000.)
- Tres mujeres kao Sandra María Aguirre (1999.)
- Gotita de amor kao María Fernanda (1998.)
- El alma no tiene color kao Guadalupe Roldán (1997.)
- Marisol kao Sandra Lujan (1996.)
- Vuelo del águila kao Carlota (1996.)
- El amor tiene cara de mujer Victoria (1994.)
- Clarisa (1993.)
- La pícara soñadora kao Gloria (1991.)
- Mi pequeña Soledad kao Dulce María (1990.)
- Ave Fénix kao Paulina (1986.)
- Los años pasan kao María (1985.)
- Los años felices kao María  (1984.)
- Tú eres mi destino kao Rosa Martha (1984.)
- En busca del paraíso kao Rosa Martha  (1982.)
- El derecho de nacer kao Amelia (1981.)
- El combate kao Mariana (1980.)
- Noche a noche (1980.)

## Albumi
- Barcos de Papel  (1983.)
- Preparatoria  (1984.)
- De Corazon a Corazon  (1985.)
- Fruto Prohibido  (1986.)
- Para Vivir Feliz  (1987.)
- Desde Hoy  (1989.)
- Cuando el amor estalla  (1990.)
- Nunca hagas llorar a una Mujer  (1995.)
- Me quede vacia  (1997.)
- Te voy a esperar  (2000.)
- Contigo o sin ti  (2002.)
- Morir de Amor  (2005.)
- Soy Yo  (2007.)
- Soy Yo con Banda y Mariachi  (2008.)
- Ni Te Pares Por Aqui  (2010.)